# Nautilus stenomphalus
Nautilus stenomphalus és una espècie de mol·lusc cefalòpode de la família Nautilidae nativa de la Gran barrera de corall. És molt semblant a N. pompilius i pot ser que siguin subespècies. Es diferencia per l'absència d'un cal·lus prim i la presència de taques blanques al llombrígol i a regions de la conquilla. Aquesta mesura al voltant de 18 cm de diàmetre, encara que l'espècimen més gran mesurat és de 20,1 cm.